# 英雄傳說IV 朱紅血
《英雄傳說IV 朱紅血》是由日本Falcom在1996年開發的角色扮演類遊戲系列《英雄傳說系列》的第4部作品，系列第二期《卡卡布三部曲》的第2部作品。
與《英雄傳說III 白髮魔女》、《英雄傳說V 海之檻歌》合稱為《卡卡布三部曲》。
接續《英雄傳說III 白髮魔女》，為卡卡布三部曲的第二作。但作品時間設定在卡卡布曆936年，早於與3代（卡卡布曆992年）之前。舞臺是卡卡布裂縫西側的埃魯·非爾汀（El.Phildin）。

## 譯名差異
日文原名《英雄伝説IV 朱紅い雫》由于「雫」字的暧昧性导致其中文译名长期以来没有统一，早在1997年大陆通常使用的译名为《朱红雪》，后来因天堂鳥資訊的翻译又有了《朱红血》等中文译名。随着2000年复刻版的推出，根据该作英文标题A Tear of Vermillion的含义，北京新天地代理时将译名定为《朱红的泪》。从此旧版译名为公认度较高的《朱红血》，新版则为《朱红的泪》。

## 世界观

### 艾尔·菲尔丁(El Phildin)大陆
传说中，艾尔·菲尔丁是古代巴魯多斯神和欧库托姆神大战的场所，在神进入长眠之后，人类进入了战乱不断的年代，之后密利根建立了一个统一的王国，他本人在巴魯多斯教会的支持下登基为国王，定都菲尔丁城，从此这片土地就被称为艾尔·菲尔丁。艾尔·菲尔丁主要分为三个部分，最靠东的是以王都菲尔丁为中心的诺特斯地区，中部的博雷亚斯地区，首府是巴诺亚，西部的杜西斯地区以大圣堂为中心。

### 信仰
艾尔·菲尔丁人民的主要信仰是光之神巴鲁多斯，而在大陆西侧的大圣堂是信仰的中心，也是人们心目中的圣城，与此同时也存在信仰暗之神欧库托姆的组织，他们被称为欧库托姆使徒，但是由于不受王家支持，基本上只能在暗处活动。

## 剧情提要
（windows版剧情相对dos版有较大变动，以下均以windows版为准）

故事发生在卡卡布一侧的艾尔·菲尔丁大陆。

艾文和艾梅尔是一对从小父母双亡的兄妹，他们被巴鲁多斯教会最高导师艾斯佩利乌斯收养，生活在大圣堂（Cathedral）。一天，大圣堂遭到了崇拜黑暗之神的欧库托姆教派袭击，大圣堂失陷，艾斯佩利乌斯为掩护大家撤离牺牲了，艾文和艾梅尔也从此失散，天各一方。此后，艾文跟随贤者雷慕拉斯在大陆东端的乌尔特村学习和生活，在那里他和一个比他大一岁的男孩麦尔成为了好朋友。时光流逝，8年过去了，雷慕拉斯年事已高，撒手人寰。在临终前他将一个神宝托付给艾文，让他交给智者迪纳坎。为了达成雷慕拉斯的遗愿，也为了寻找失散多年的妹妹，艾文就此和麦尔一同踏上了冒险的旅途。...

## 主要角色
艾文(Avin)（17岁）
- 男主角。擅长剑和黑魔法。

有时候比较冲动，对感情比较迟钝。为了寻找自幼失散的妹妹踏上了穿越艾尔·菲尔丁大陆的旅途。
非常喜欢妹妹艾梅尔，以致于对妹妹有过保护的倾向。
麦尔(Mile)（18岁）
- 艾文的幼时玩伴和好朋友。

性格温和，比艾文年长一岁，和艾文相比比较深思熟虑。
因为担心艾文而陪他一起寻找他的妹妹。擅长回旋镖和白魔法。
艾梅尔（Eimelle）（15岁）
- 艾文从小失散的妹妹。

故事开始时已经成长为亭亭玉立的少女。性格温柔，一直思念着哥哥。
她的身上怀着某个关系重大的秘密。
露蒂斯（Rutice）（16岁）
- 女主角。

开始时作为欧库托姆使徒的头目，以艾文敌人身份出现的少女。
后来对自己的人生信念产生了疑惑并逐渐和艾文走到了一起。
露琪亚丝（Lucias）（23岁）
- 剑圣卡斯特尔的弟子，著名的女剑士。

她的拔刀术相当高明，人称“蓝宝石眼（Sapphire Eye）”。
作家卡拉姆斯曾经以她的经历为基础写过一部小说《女剑士沙菲》，在艾尔·菲尔丁非常流行。对自己的师兄道格拉斯行为很不满，屡次拒绝他的追求，但是内心深处还是很关心他的。
道格拉斯（Douglas ）（28岁）
- 剑圣卡斯特尔的弟子，著名的剑客，人称“疾风的道格拉斯”。

性格豪爽。一直在追求自己的师妹露琪亚丝，但从未成功。
穆紫（Muse）（18岁）
- 真实身份是艾尔·菲尔丁王国的长公主，“muse”是她全名首字母的缩写。

因为厌倦无聊的宫廷生活而经常偷偷逃出王宫而结识了艾文等人。
武器是鞭子，会使用精灵魔法。
雅契姆（archem）（15岁）
- 和祖父一同生活在精灵之森的少女，可以和大自然中的动物们沟通。

对艾文抱有好感。擅长使用白魔法。
瑞尔（Rael）（13岁）
- 魔法学校的学生，对黑魔法相当有天分。

但是很任性，经常逃课，令老师们非常头疼。
埃蕾诺亚(Elenoa)（26岁）
- 魔法学校的老师。

很关心瑞尔，但是对他顽皮的个性非常头疼。擅长精灵魔法。
康洛特男爵(Baron Canrod)（32岁）
- 巴诺亚的领主。

为了保护自己领下人民的安全一直在努力战斗。有一个漂亮的妻子，两人非常恩爱。武器是长柄斧。
马提(Martie)（24岁）
- 以成为一名官员为人生目标，一直为了通过官员选拔考试而努力学习。

后来成为穆紫的副官。学识渊博，为人也非常忠厚。
米契尔(Michel)（28岁）
- 来自另一个世界的魔法师。

虽然年纪轻轻，不论魔法还是见识都非常高明。在卡卡布三部曲中都有出场。
葛维(Gawaine)（61岁）
- 三贤者之一，人称“力之贤者”。

在大圣堂遇袭时保护了艾文和艾梅尔兄妹，并将艾文送交给雷慕拉斯。值得尊敬和信赖的长者。
夏浓(Shannon)（17岁）
- 天真无邪的的女孩。

由于被麦尔从匪徒手中搭救出来而把他当作自己的白马王子，坚持不懈的麦尔追求者。
性格自然直率，认准了目标后绝不轻易放弃。

## 版本状况

### 日文版
- PC98版初版(软盘 1996年5月24日)
- PC98CanBe/VALUESTAR专用版（CD-ROM 1996年8月10日）
- PC98特别版 (CD-ROM 1996年12月11日)
- PS版（CD-ROM 1998年8月27日）

(从windows版开始被称为新英雄传说4，剧情和之前的版本相比有较大修改）
- Windows版初版 (CD-ROM 2000年12月7日)
- XP版 (CD-ROM,DVD-ROM 2003年5月23日)
- PSP版（UMD，2005年6月2日）

### 中文版
- 《英雄傳說IV朱紅血》繁体Dos版（台湾代理：天堂鸟，大陆代理：杭州晶天）
- 《英雄傳說IV朱紅的淚》简体windows版（北京新天地，2002年9月20日）

### 英文版
- PSP版（bandai），2006年11月15日

## 相关作品

### CD
- MUSIC FROM 英雄伝説IV 朱紅い雫 (KICA1181-2, 1996/6/21)
- 英雄伝説IV MIDI SPECIAL (KICA1186-7, 1996/9/5)
- 英雄伝説IV ELECTRIC ORCHESTRA (KICA1188, 1996/9/21)
- Original Sound Track(2001/2/10)
- 「イース&イースII, 朱紅い雫」 未発表曲集

### 广播剧CD
- CDドラマ 英雄伝説IV 朱紅い雫 (KICA1180, 1996年6月5日 發售)
- CDドラマ 英雄伝説IV 朱紅い雫 第1章/運命への旅立ち (KICA1190, 1996年11月1日 發售)
- CDドラマ 英雄伝説IV 朱紅い雫 第2章/誰がための祈り (KICA1191, 1996年12月6日 發售)
- CDドラマ 英雄伝説IV 朱紅い雫 第3章/黄昏の大地 (KICA1192, 1997年1月1日 發售)